# Jards Macalé (disco de 1972)
Jards Macalé é o primeiro álbum solo do cantor Jards Macalé, lançado em 1972 pela Phonogram

## Histórico
Jards tinha acabado de trabalhar como diretor musical de Caetano Veloso, gravando em Londres o LP Transa, em que tocou com os músicos Tutty Moreno (bateria) e Lanny Gordin (guitarra). A gravação histórica levou a uma briga entre os dois cantores, porque Macalé se sentiu desprezado por Caetano ao não ter seu nome incluído na ficha técnica do disco. De volta ao Brasil, reuniu-se com Tutty e Lanny para gravar seu primeiro LP solo. O trio assina os arranjos e toca em todas as faixas.
Um dos problemas enfrentados na gravação foi a censura de algumas das músicas. Revendo Amigos, com letra de Capinam, foi revisada 12 vezes até ser finalmente aprovada.

## Faixas
| Faixa | Título                                           | Compositores                      |
| ----- | ------------------------------------------------ | --------------------------------- |
| 1     | Farinha do Desprezo                              | Jards Macalé/José Carlos Capinam  |
| 2     | Revendo Amigos                                   | Jards Macalé/Waly Salomão         |
| 3     | Mal Secreto                                      | Jards Macalé/Waly Salomão         |
| 4     | 78 Rotações                                      | Jards Macalé/José Carlos Capinam  |
| 5     | Movimento dos Barcos                             | Jards Macalé/José Carlos Capinam  |
| 6     | Meu Amor Me Agarra E Geme E Treme E Chora E Mata | Jards Macalé/José Carlos Capinama |
| 7     | Let's Play That                                  | Jards Macalé/Torquato Neto        |
| 8     | Farrapo Humano                                   | Gilberto Gil/Luiz Melodia         |
| 9     | Hotel das Estrelas                               | Jards Macalé/Duda Machado         |

## Recepção
Com um tom melancólico, Jards Macalé inaugura o pós-tropicalismo numa vertente de "fossa", que se opõe ao clima festivo de Acabou Chorare, lançado no mesmo ano pelos Novos Baianos. O disco teve uma vendagem baixa e acabou sendo retirado de circulação. Com isso, a Phonogram rescindiu seu contrato com Jards Macalé, que, desempregado, reuniu diversos artistas no ano seguinte para a gravação de Banquete dos Mendigos.